# ピカ吾郎
ピカ吾郎（ぴかごろう）は、1998年に山佐が開発・販売したパチスロ機である。

## 概要
山佐にとって初の完全告知マシン。リール上の芸術（リーチ目等を指す）に常にこだわった老舗パチスロメーカー山佐が完全告知マシンを輩出したことで、当時業界関係者等の間で話題になった。機種名の由来は、社長の一言の『「ピカッ」と光って「ゴロッ」と鳴る！』。

## 特徴
ゲーム性はオーソドックスなAタイプで、もちろん本土における完全告知の先駆者である『ジャグラー』（北電子）を意識して作られた。ボーナスが確定するとリール全停止後、山佐が従来から使用しているリール窓上部のボーナスカウンターのLEDが3つ光りながら右にスクロールしていく。最終的に止まった場所でBIG・REGの期待度が変化し、一番右側で停止した場合、BIGが確定する。この演出には再始動と高速スクロール等のプレミアもあり、殆どがBIG確定になるものの、場合によっては一番左側（BIG 10%・REG 90%）に止まることもある。ちなみにこのビッグボーナス期待度表示システム (B.C.I) はピカ吾郎が業界で初めて搭載した。
リール制御については、ライバルとも言うべきジャグラーはどんな目でも光る可能性を持たせようとコントロール方式を採用しているが、対するピカ吾郎はテーブル制御方式を採用して、ボーナス絵柄一直線以外のリーチ目を多数搭載している。ただしボーナス成立プレイではスベリ重視のリール制御に移行する場合もあり、大量リーチ目を持ちながらも意外な出目で告知されたりすることも少なくない。
ビッグボーナスは平均360枚獲得可能でリプレイハズシも可能であるが、元々小役確率が悪いことと、上・中段受けのリプレイハズシになるとビタ押しでないとハズせないのでさほど効果は得られない。よって、ビッグボーナス中も順押しが望ましい。
ジャグラーほどの人気とロングセールスには至らなかったものの、初心者はもちろんのことまったりしながらリーチ目等を楽しみたい中・上級者等の支持を受け、当時としてはそこそこのヒットを収めた。

## ボーナス確率・機械割
| 設定 | BIG      | REG      | 機械割 |
| ---- | -------- | -------- | ------ |
| 1    | 1/303.41 | 1/372.36 | 94.8%  |
| 2    | 1/282.48 | 1/348.60 | 98.1%  |
| 3    | 1/264.26 | 1/327.68 | 101.3% |
| 4    | 1/248.24 | 1/309.13 | 104.4% |
| 5    | 1/240.94 | 1/282.48 | 107.2% |
| 6    | 1/240.94 | 1/256    | 108.9% |

※  機械割はメーカー発表のもの